# نهنگ غازنوک
نهنگ غازنوک یا نهنگ نوک‌دار کوویر (در انگلیسی: Cuvier's beaked whale) آب‌بازی از خانواده نوک‌نهنگان است و نسبت به دیگر اعضای این خانواده بیشترین پراکندگی در جهان را داراست. این گونه تنها عضو سرده غازنوک‌ها است. نام «غازنوک» به دلیل نوک آن که همانند نوک غاز می‌ماند، به آن داده شده‌است. ژرژ کوویه، طبیعی‌دان و جانورشناس فرانسوی، این گونه را در سال ۱۸۲۳ از روی جمجمه یکی از این نهنگ‌ها که در فرانسه پیدا شده بود، شناسایی و رده‌بندی کرد. با آنکه او گمان می‌برد جمجمه متعلق به گونه‌ای منقرض‌شده باشد، در دهه ۱۸۷۰ میلادی مشخص شد که آن نمونه متعلق به جانوری زنده بوده‌است.

## ویژگی‌ها
نهنگ غازنوک نسبت به دیگر گونه‌های عضو سرده غازنوک‌ها دارای نوک کوتاهتری است و بخش ملون در سرش آشکارا گرد و توپ‌وار است. رنگ پیشانی و جلوی سر سفید شیری است و خطی به همین رنگ از سر به بالای بدن و باله پشتی می‌رسد. باله پشتی در فاصله‌ای به اندازه دو سوم طول بدن از سر قرار دارد. رنگ دیگر بخش‌های بدن در نمونه‌های گوناگون فرق می‌کند و از خاکستری تیره تا قهوه‌ای متمایل به سرخ متغیر است. نهنگ‌های غازنوک اغلب دارای زخم‌هایی بر روی بدن هستند؛ زخم‌هایی که به دلیل حمله کوسه‌ها پدید آمده‌اند. شکل باله پشتی از مثلث تا منحنی داس‌وار متغیر است. باله دمی این نهنگ طولی به اندازه یک چهارم طول بدن دارد.
این نهنگ‌ها تا ۷ متر طول رشد می‌کنند و وزنشان در هنگام بلوغ کامل به ۲ تا ۳ تن می‌رسد. میانگین طول عمر آن‌ها ۴۰ سال است. به دلیل همانندی ظاهری بسیار، تشخیص این نهنگ از نهنگ‌های عضو تیره نهنگ‌های میان‌دندان مشکل است.
غذای این نهنگ را سرپاوران، از جمله سرپاور جواهر و سرپاور قلاب‌دار و سرپاور شیشه‌ای، تشکیل می‌دهند. آن‌ها همچنین از ماهیان اعماق دریاها نیز تغذیه می‌کنند.

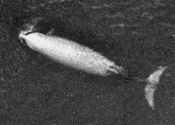

## گستره و جمعیت
نهنگ غازنوک در آب‌های ژرف و دور از کرانه در مناطق گرمسیری تا سرد زندگی می‌کند. در اقیانوس آرام شمالی گستره این نهنگ‌ها تا آلاسکا کشیده می‌شود. در اقیانوس اطلس شمالی نیز این محدوده از شرق به شتلند و از غرب به ماساچوست می‌رسد. در نیمکره جنوبی این جانوران در تیرا دل فوئگو، آفریقای جنوبی، جنوب استرالیا، زلاندنو، جزایر چاتهام یافت می‌شوند.
جمعیت جهانی این نهنگ بیش از ۱۰۰٬۰۰۰ عدد تخمین زده می‌شود، تخمینی که نهنگ غازنوک را یکی از پرتعدادترین نهنگ‌ها و نیز اعضای سرده غازنوک‌ها می‌کند. سرشماری آن‌ها تعدادشان را در مناطق شرقی اقیانوس آرام ۸۰٬۰۰۰ عدد تخمین می‌زند. این عدد برای گروه‌های ساکن کرانه غربی ایالات متحده ۱٬۸۰۰ عدد و برای گروه‌های ساکن هاوایی ۱۵٬۰۰۰ عدد است.